# Twin Cays
Twin Cays är öar i Belize. De ligger i distriktet Stann Creek, i den sydöstra delen av landet, 90 km sydost om huvudstaden Belmopan.